# Hunt for Exomoons with Kepler
Hunt for Exomoons with Kepler（HEK）とは、ケプラー宇宙望遠鏡の観測データを使用して太陽系外衛星を発見することを目的としたプロジェクトである。太陽系外衛星の研究者デイビット・M・キッピングがハーバード・スミソニアン天体物理学センターと連携してイギリスで設立されたプロジェクトであり、2011年6月30日に最初の論文が投稿された。HEKは太陽系外衛星の証拠をいくつか見つけ、更に5つの論文を投稿した。また、ケプラー1625bの太陽系外衛星候補ケプラー1625b Iを発見した。

## 方法
HEKは、ドップラー分光法とトランジットタイミング変化法の2つの方法を用いて太陽系外衛星を探索する。どちらも、惑星が原因で発生する基本的なシグナルに発生する変動を観測する方法である。前者は、惑星によって引き起こされた主星の光の波長の正弦波の変化が、その惑星を公転する衛星によってわずかに変動する可能性があり、それによって衛星を発見する方法である。後者の方法では、惑星が主星の前を通過する間隔が、衛星の重力の影響でわずかに短くなったり長くなったりすることを利用して、衛星を発見することが可能である。

## 調査
最初に発表された論文では、惑星の周囲に存在する潜在的な衛星の確率と検出可能性に基づいて、観測ターゲットとしていくつかのケプラー惑星候補を選定したという内容が掲載された。2013年初頭に発表された、7つの惑星候補の特性に関する2つ目の論文では、これらの惑星の周りには衛星は検出されなかったものの、惑星と衛星の質量比に制約が与えられた。アストロフィジカルジャーナルに受理された3つ目の論文では、2013年7月時点でHEKチームによって分析された最初で唯一のハビタブルゾーンにある惑星ケプラー22bのトランジット信号と視線速度信号を分析したことが掲載された。しかし、以前と同様衛星は発見されなかった。ケプラー22bにもし衛星が存在した場合、その衛星の最大質量は (95%信頼区間で) 0.54地球質量未満とされている。
1年半の運用では肯定的な結果が得られなかったものの、Universe Today の Shannon Hall や ディスカバリーの Markus Hammonds などの評論家は、銀河系には未だ発見されていない居住可能な太陽系外衛星が数十億個存在するという希望を表明している。初めて発見された太陽系外惑星は最初の観測の試みでは発見されなかったという事実、および銀河系は非常に巨大で多様であるという事実を挙げ、どちらの評論家も太陽系外衛星は最終的に発見されるだろうと主張した。
2017年7月、プロジェクトは、イオのような衛星の存在を複数示す弱い証拠と、ケプラー1625bの周囲を公転する太陽系外衛星候補（ケプラー1625b I）の証拠を報告した。ケプラー1625b Iの存在が確認されれば、これは初めて発見された太陽系外衛星となる。しかし、後の観測により存在しない可能性もあるとされている。

## 発見した衛星
HEKは2017年に1つの衛星候補ケプラー1625b Iを発見している。